# Caserío Etxeaundi
 El caserío Etxeaundi en Lizarza (Guipúzcoa, España) está situado en una ladera de fuerte pendiente cercano al casco del municipio de Lizarza, junto a la carretera que se dirige a Oreja. 

## Descripción
Se trata de un edificio de gran volumen, de planta rectangular, caballete perpendicular a la fachada principal de orientación sur. Consta de dos plantas, gran desván y bodega, cubierta de madera a dos aguas.

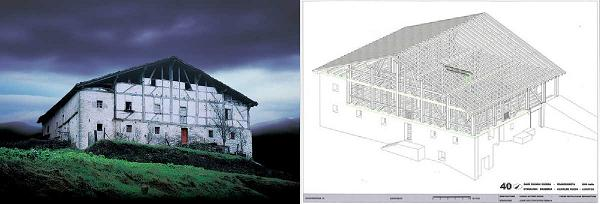
Vista previa a la reciente reforma y de la estructura de madera interna

La fachada principal está construida en mampostería –enfoscada y encalada- y entramados de madera. En planta baja se abre una pequeña puerta dintelada y cuatro ventanas pequeñas. En la primera planta, cuatro ventanas regulares con marcos de madera y otra recercada de sillar. Bajo estas ventanas existe una línea de canes en piedra. El desván que, en parte, está cubierto con el entramado y la mampostería, está totalmente abierto en el bajo cubierta. La fachada E también presenta entramados de madera a partir de la primera planta. En ella existen dos puertas con hojas de madera y otros cuatro huecos de ventana irregulares y de distintas características. La fachada N posee un acceso de puerta con doble hoja de madera y cuatro ventanas, dos de ellas recercadas en sillar. El desván también está abierto por este lado. La fachada W, de características más pobres que las anteriores, posee también una puerta de acceso con dos hojas, una de ellas partida, y cuatro huecos de ventana. Un anejo adosado la cubre en parte. Así como la fachada principal S, el resto de las fachadas está también construido en mampostería.
La estructura de madera de este edificio se levanta a partir de la bodega que existe en la planta baja, en donde grandes postes-ejes o machones de mampostería soportan la estructura de este edificio, compuesta interiormente por diez postes enterizos de gran sección que, sumados a los ocho postes enterizos que posee en las fachadas S y E, suman en total 18 postes. En la zona central del edificio posee también una estructura de lagar gótico del siglo XVI, del que se mantienen dos bernias. La cubierta de madera presenta largos cabrios sobre correas de gran sección. Todo el conjunto de postes, vigas, correas y tornapuntas está ensamblado con colas de golondrina y caja de espiga.